# 驪姫
驪姫（りき、? - 紀元前651年）は、晋の献公の寵姫。麗姫とも表記される。

## 経歴
異民族の驪戎の娘であったが、献公が見初めて驪姫の妹の少姫と共に後宮入りして寵愛された。
晋に連れて来られた当初は自らの境遇を嘆いていたが、献公の寵姫としての贅沢な暮らしに慣れてしまうと、かつて自分が悲しんだことを後悔したという。
献公との間に生まれた自分の息子の奚斉を太子として立てようとして献公を操り、驪姫以外との女性の間に生まれた申生ら他の公子達を策略を使い次々と抹殺していった。この際、のちに晋を継ぐ重耳と夷吾の兄弟が晋から逃亡することになった。
これは驪姫の乱と呼ばれ、政治的混乱を引き起こし、このため晋の国力は一時期大いに低下した。献公が没して一カ月後、献公の部下の里克が反乱を起こし、驪姫は奚斉や驪姫の妹一族共々殺害された。
毛嬙と並び、春秋戦国時代を代表する美人と評される説がある。成玄英からは「毛嬙、越王嬖妾、麗姫、晋国之寵嬪、此二人者、姝妍冠世」と紹介される。『荘子』「毛嬙・麗姫、人之所美也、魚見之深入、鳥見之高飛」による。人間の目には美人に見えるものも、魚や鳥はこれを見て恐れて逃げるの意を、後世、魚や雁も恥じらって姿をかくす意に転用して、すぐれてあでやかな美人の形容。